# 피에트렐치나
피에트렐치나(이탈리아어: Pietrelcina)는 이탈리아 캄파니아주 베네벤토도의 코무네다. 성 피에트렐치나의 비오가 태어난 곳이기도 하다.